# Astragalus physocalyx
Astragalus physocalyx là một loài thực vật có hoa trong họ Đậu. Loài này được Fisch. miêu tả khoa học đầu tiên.